# TRIM72
TRIM72 (Tripartite motif containing 72) известный также как MG53 (Mitsugumin 53) является белком, который кодируется у человека геном ID: 493829, расположенным на хромосоме 16 (16p11.2, NC_000016.10 (31214119..31231537)) и имеющем 8 экзонов
Этот белок относится к семейству TRIM и содержит домен цинковый палец RING (Really Interesting New Gene)
MG53 представляет собой такой миокин, секретируемый поперечно-полосатыми мышцами, который оказывает защитное действие на легкие, почки, печень, сердце, глаза и мозг. Были идентифицированы три механизма регенеративного действия MG53, которые включают 1) восстановление острого повреждения клеточной мембраны, 2) противовоспалительное действие, связанное с хроническими повреждениями, и 3) омоложение стволовых клеток для регенерации тканей. Поэтому рекомбинантный MG53 может стать новым и эффективным лекарственным средством для регенерации.
В опытах на мышах показано что MG53 представляет собой миокин/кардиокин, который опосредует деградацию рецептора инсулина и IRS1 (субстрата рецептора инсулина 1). При этом  повышение его концентрации вызывает метаболический синдром, проявляющийся резистентностью к инсулину, ожирением, гипертонией и дислипидемией. Он аллостерически ингибирует ангиогенез подавляя передачу сигналов инсулина посредством связывания с внеклеточным доменом β рецептора инсулина.
Обнаружено, что TRIM72 участвует в восстановлении клеточных мембран, в частности сарколеммальной мембраны,  и в основном обнаруживается в поперечно-полосатых мышцах. Его роль в регенерации скелетных мышц и миогенезе хорошо документирована.
Есть также данные свидетельствующие о том, что MG53 потенциально играет защитную роль в сердечной ткани, в том числе при ишемическом / реперфузионном повреждении сердца, восстановлении повреждений мембраны кардиомиоцитов и фиброзе предсердий.
MG53, являясь жизненно важным компонентом защиты почек, участвует в восстановлении поврежденных клеток эпителия проксимальных канальцев почек и защищает от развития острого повреждения почек.
Изменения в экспрессии TRIM72 изменяют экспрессию генов, участвующих в окислительном фосфорилировании, что, в свою очередь, влияет на дыхание митохондрий и энергетическую емкость сердца. Анализ данных по 29 видам приматов и других млекопитающих показывает, что млекопитающие с высокой экспрессией TRIM72 в мышцах сердца имеют более высокую частоту сердечных сокращений и более низкую массу тела. Очевидно,  изменение экспрессии TRIM72 может быть связано с различиями в физиологии сердца у разных видов млекопитающих.